# České Lhotice
České Lhotice település Csehországban, a Chrudimi járásban. České Lhotice Nasavrky, Libkov, Hodonín, Křižanovice és Licibořice településekkel határos. Lakosainak száma 123 fő (2024. január 1.).

## Népesség
A település lakosságának változását az alábbi diagram mutatja:
| Lakosok száma | 414  | 373  | 339  | 254  | 152  | 103  | 109  | 117  | 110  | 123  |
|               | 1869 | 1890 | 1921 | 1950 | 1980 | 2001 | 2017 | 2019 | 2022 | 2024 |